# Uttenheim
Uttenheim település Franciaországban, Bas-Rhin megyében. Lakosainak száma 584 fő (2022. január 1.). Uttenheim Bolsenheim, Matzenheim, Niedernai, Osthouse, Sand és Westhouse községekkel határos.

## Népesség
A település népessége az elmúlt években az alábbi módon változott:
| Lakosok száma | 553  | 555  | 558  | 552  | 560  | 561  | 561  | 572  | 584  |
|               | 2013 | 2015 | 2016 | 2017 | 2018 | 2019 | 2020 | 2021 | 2022 |